# Manta Fútbol Club
El Manta Fútbol Club, mayormente conocido como Manta, es un club deportivo ecuatoriano originario de la ciudad de Manta, fundado el 27 de julio de 1998, dos años después de comprarle la franquicia al Manta Sport Club (fundado en 1915).
Su disciplina principal es el fútbol, (en el que debutó en la Segunda Categoría de Manabí en 1999) actualmente participa en la Serie A de Ecuador.
La intención era revivir a un club tradicional y antiguo (Manta Sport Club) que representó al puerto manabita en los años 60, 70 y 80. En el pasado era el único equipo manabita en Primera División, participando en esta división desde 2009 hasta su descenso en 2014. Su clásico rival es el Delfín de Manta y, al tener ambos su sede en la ciudad de Manta, suelen protagonizar el denominado Clásico Mantense.

## Historia

### Fundación
El Manta Fútbol Club nace el 27 de julio de 1998. En la actualidad tiene más de 150 deportistas en el club. El club también posee la cantera más grande del fútbol manabita, con 6 categorías: Sub-12, Sub-14, Sub-16, Sub-18, Sub-20 y el equipo de mayores. Poco a poco ha ido cosechando logros de reconocimiento nacional.

### Dos primeros ascensos, Un debut en la Serie A y Un doloroso descenso
El Manta Fútbol Club jugó varios torneos zonales y de ascenso desde 1999, pero sería en 2001 en que haría una excelente campaña y ascendió a la Serie B del fútbol ecuatoriano. Al año siguiente en 2002 quedó segundo en el torneo de la Serie B y ascendió a la Serie A ganando y calificando el apelativo de "El Primer Equipo del siglo XXI" a este equipo, donde sólo jugó en la misma división durante su debut del equipo atunero en la serie de privilegio durante 2003, quedando último puesto y regresando a la Serie B.

### El retorno a la Serie A y su primer título de la Serie B
Luego de mantenerse en la Serie B como animador constante desde 2004 hasta que en 2008 hizo lo que hasta ahora es su mejor campaña en esta categoría. 
Con un equipo sólido y contra todo pronóstico, quedó en primer lugar en las dos primeras etapas del campeonato. En la liguilla final (donde participaron además Liga de Portoviejo, Grecia de Chone y Liga de Loja), a pesar de tener cuatro puntos de bonificación, se vio afectado por las lesiones y expulsiones de algunos jugadores clave, que como consecuencia hicieron que bajara su nivel y resignara algunos puntos importantes.
De esa manera, tuvo que esperar hasta la penúltima fecha para, tras derrotar como visitante a la Liga de Loja, lograr su segundo ascenso al fútbol de primera categoría. Y no fue hasta la última fecha en que pudo lograr el título, con algo de angustia pues Liga de Portoviejo también tenía posibilidades. El Manta derrotó en el Estadio Jocay al Grecia de Chone 2-0 y, aunque en la capital manaba ganaba el local, los mantenses lograron mayor puntaje y por primera vez obtuvieron el campeonato de la Serie B, el 29 de noviembre de 2008.
Este año también tuvieron en sus filas al máximo goleador de la Serie B, el delantero esmeraldeño Narciso Mina, que anotó 25 goles en total.

### 2012: La mejor temporada
Este año se presenta como complicado, todo apunta a que el equipo deberá pelear por la permanencia en la categoría. La directiva ratificó al técnico colombiano Armando Osma y este ha preferido traer refuerzos de su propio país, como el zaguero Enrique Romaña, el volante Diego Arango y la sorpresa del delantero peruano Pedro Ascoy; el arquero colombiano Rolando Ramírez completa el cupo de extranjeros. Entre los refuerzos nacionales, son importantes las llegadas de Roberto Mina y de Luis Eder Valencia.
Sin embargo contra todo pronóstico el equipo empezó a tener buenos partidos ganando cotejos importantes que llevarían al Manta a estar entre los 3 primeros puestos por varias fechas consecutivas. Las grandes actuaciones del delantero Carlos Garcés Acosta y del jugador Francisco Rojas en conjunto con toda la plantilla llevaron al manta a llegar a estar en el primer puesto de la tabla de posiciones. Además de esto el manta se reforzó con el experimentado volante Christian Lara que le daría mayor equilibrio al equipo.
Se esperaba que con la buena racha que tuvo el equipo se podría llegar a participar a una copa internacional pero en los últimos partidos las lesiones de varios jugadores importantes pesaron en el equipo y se perdieron puntos importantes.
Este año el manta fue invitado a varios cotejos internacionales, entre esos la presentación del Universitario de Deportes de la plantilla de dicho año denominada "La noche del hincha crema" siendo el Manta FC el ganador por el resultado de 0-1 gracias a un gol marcado por Carlos Garcés Acosta ganando así la copa "Iza Motors" para el ganador del cotejo.
A mitad de temporada el manta se había convertido en un equipo muy fuerte en casa, su fútbol se convirtió en uno muy ofensivo tanto en casa como en los partidos que le tocaba jugar de visitante. Uno de esos cotejos importantes fue en el que se impuso al Emelec de visita por un marcador final de 0-2 a favor del Manta FC. 
El último partido del año sería el que definiría la posibilidad de llegar a instancias internacionales sin embargo el manta cayo derrotado siendo visitante 1-0 contra Liga de Quito en el Estadio Casa Blanca poniendo fin a una gran temporada realizada en dicho año

### 2014: Otro doloroso descenso
Tras un inicio de la campaña ganando 1-0 con Liga de Quito, Manta empezaba a aparecer en los últimos puestos de la tabla, a pesar de caer a Mushuc Runa, tuvo resultados amargos que llevaban a Manta al peligro del descenso, quien sería el 2.º descendido debido a que Olmedo ya había descendido tras perder 3-2 ante Independiente del Valle en la penúltima fecha, en la última fecha Manta se media ante Independiente del Valle, otro necesitado de puntos, mientras Deportivo Quito (otro candidato al descenso) disputaba con la Mushuc Runa, un desesperado Manta se vio en el Estadio Rumiñahui de Sangolquí buscando el gol, los negriazules también fueron en busca de asegurar la permanencia pero el portero Corozo perdió oportunidades de atajar, el encuentro terminaría con una pobre derrota 4-0, mientras que el Estadio Bellavista acabó 0-0, llevó a Manta a la Serie B nuevamente.

### 2015-2018: Estancamiento en la Serie B
Tras descender a la Serie B, el Manta inició la Temporada 2015 con la consigna de ascender nuevamente, sin embargo la campaña de dicho año lo llevó a seguir en la segunda división (pese a permanecer en puestos de ascenso desde la fecha 34 hasta la 37); luego de 18 victorias (la mayor en la última fecha, por 8 a 0 contra el ya desaparecido Deportivo Azogues), 12 empates y 14 derrotas, con 65 puntos, a 8 del segundo ascendido, Fuerza Amarilla, y a 9 del campeón de ese año, su clásico rival, el Delfín SC.
La Temporada 2016 representó otro trago amargo para los Atuneros, ya que pese a una buena primera etapa donde finalizaron segundos, por detrás del Macará, la segunda etapa fue una pesadilla. De segundos pasaron al quinto puesto, luego de 19 victorias, 10 empates y 15 derrotas, con 67 puntos, dos más que el 2015, pero que no representaron mucho ya que quedó a 6 del subcampeón, Clan Juvenil, y a 14 del campeón, el Macará. Así, extendió su estancia en la B por otro año más.
Sin embargo, la peor campaña del Manta en años se reflejó en el 2017, donde el equipo aparentemente pelearía el ascenso, sin embargo logró una pésima primera etapa, donde quedó último con 12 puntos, 8 menos que el Imbabura. Y pese a un leve resurgimiento en la segunda etapa, donde terminó cuarto, la primera le pasó factura. Luego de 13 victorias, 8 empates y 23 derrotas, el cuadro atunero se salvó de descender a Segunda Categoría pese a empatar en puntos con el Imbabura (47), pero gracias a la diferencia de gol de -15 del cuadro de Ibarra, y al -14 de los mantenses, fueron éstos los que se quedaron en Serie B, aunque por un margen verdaderamente pequeño. El cuadro atunero quedó a 31 puntos del segundo, Aucas, y a 32 del campeón, Técnico Universitario.
El 2018 pintaba para que el Manta lograra el ascenso, ya que, exceptuando la campaña del 2017, había logrado puestos de mitad superior de tabla, y en esta temporada había cuatro cupos de ascenso para la Serie A. Pero el cuadro mantense se desinfló en dicha campaña, ya que no logró buenos resultados y terminó con 13 victorias, 17 empates y 14 derrotas, para un final de 56 puntos, lejos de los primeros cuatro lugares: a 14 del cuarto, Olmedo, a 15 del tercero, Fuerza Amarilla, y del segundo, América, y a 24 del campeón, Mushuc Runa.

### 2019: A puertas del ascenso
El año 2019 presentaba una particularidad, y era que en la Serie B apenas 10 equipos se disputaban los dos cupos de ascenso a la Serie A, los cuales se entregaban a los ganadores de los play-offs entre los cuatro mejores del año. Con esta consigna, al cuadro atunero le bastaba terminar cuarto para pelear el ascenso, y afortunadamente terminó entre esos lugares, luego de 16 victorias, 11 empates y 9 derrotas, con saldo de 56 puntos, los mismos que el tercero, Liga de Portoviejo, y que el quinto, Santa Rita, pero por más goles anotados fueron los atuneros los que se fueron a los play-offs.
Aunque hubo una particularidad en la última fecha de la Serie B, ya que el cuadro mantense había terminado tercero, y había jugado el partido de ida con el Independiente Juniors. Y como el cuadro de Latacunga, al ser filial del en ese año campeón de la Copa Sudamericana, Independiente del Valle, no podía ascender a la Serie A, y por ende, el cupo de este sería entregado al mejor equipo posicionado de la tabla acumulada. Por tal razón, estaba prácticamente ascendido, ya que solo le bastaba con que el Orense venciera al Santa Rita (que había quedado cuarto) para ascender, sin importar si vencía al Independiente Juniors. Pero esto no se dio ya que Liga de Portoviejo, quien había incumplido el reglamento en su último partido contra el Orense, apeló a la sanción de pérdida de 3-0, y volvió a jugar el partido, que había ganado 3-2, y al final fue empate a 1. Por tal motivo, los portovejenses se quedaron con el tercer puesto y en la misma situación que previamente estaba el Manta, quien se quedó cuarto y tuvo que enfrentar a Orense, el mejor equipo de ese año.
Así, después de todo este problema, los atuneros se enfrentaron a doble partido con los machaleños. En la ida, en Manta, empataron a 2, luego de perder el primer tiempo por 2 a 0. En la vuelta en Machala, los locales vencieron 2 por 1, y por tal motivo, el Manta quedó a puertas del ascenso, ya que un gol de los mantenses forzaba a los penales. Y gracias a la victoria de los machaleños, Liga de Portoviejo, quien no tuvo que estar entre los cuatro primeros por incumplir el reglamento, ascendió también.

### 2020: Un nuevo ascenso
Luego de cinco años amargos, donde peleó pero no le alcanzó, el 2020 le depararía al Manta un destino diferente. El formato del año se modificó debido a la pandemia de COVID-19 que golpeó duramente al planeta en los primeros meses del año. De dos etapas a doble partido entre los 10 participantes, pasó solo a una, donde, luego de 18 partidos, se definían los ascendidos a Serie A.
El cuadro mantense figuraba como uno de los que pelearía por el ascenso, y pese a iniciar con derrota con el que sería campeón, el 9 de Octubre, los atuneros dieron pelea. Tras 18 partidos, lograron 9 victorias, 5 empates y 4 derrotas, y terminaron con 32 puntos, uno menos que el campeón, y con 4 más que el tercero, América. El ansiado ascenso se concretó en el estadio Jocay, donde recibían al ya ascendido 9 de Octubre. Los goles de Bustamante y García en el primer tiempo concretaron el marcador de 2 a 0 a favor del Manta. Así, los atuneros lograron ascender a la Serie A del 2021, y cortaron su estancia en Serie B que duró cinco largos años.

### 2021: Un nuevo descenso
Tras 1 año en la Serie A, volvió a la Serie B tras perder ante Emelec por 4 a 0 con que el equipo atunero perdió la categoría y descendió a la Serie B en medio de la debacle del equipo mantense, donde la fiel y multitudinaria hinchada apoya al equipo en definitiva hay que destacar ese maravilloso ejemplo de fidelidad de su hinchada para el Manta Fútbol Club.

### 2024: El nuevo ascenso
La temporada 2024 es la más exitosa del Manta Sporting Club al lograr el ascenso a la Serie A bajo la dirección técnica del exjugador del club Efrén Mera, empezó su tercera temporada consecutiva en la Serie B logrando el ascenso al derrotar al descendido Vargas Torres por 6-1 en el estadio Jocay de Manta, finalmente el equipo atunero ascendió a la Serie A con una nueva victoria por goleada en la penúltima fecha contra el mismo rival por el mismo marcador en el reducto mantense.

### Partidos Históricos
| Fecha                | Rival                     | Resultado | Ciudad |
| -------------------- | ------------------------- | --------- | ------ |
| 16 de enero del 2009 | Sporting Cristal          | 1:0       | Manta  |
| 1 de marzo del 2012  | Universitario de Deportes | 0:1       | Lima   |
| 6 de junio del 2013  | Alianza Lima              | 0:2       | Lima   |

## Uniforme
El uniforme del Manta Fútbol Club está inspirado en los colores de la bandera de la ciudad de Manta.
- Uniforme titular: Camiseta celeste con dos líneas laterales blancas, pantalón azul oscuro con detalles celestes, medias azules oscuras.
- Uniforme alternativo: Camiseta blanca con dos líneas verticales al costado izquierdo en verde y rojo, pantalón blanco con detalles rojos, medias blancas.

### Evolución del uniforme titular
| 2001-2002 | 2003 | 2004 | 2005 | 2006 | 2007-2008 | 2009 | 2010 | 2011 |  |

| 2012 | 2013 | 2014 | 2015 | 2016-I | 2016-II | 2017 | 2018 | 2019 |  |

| 2020 | 2021 | 2022 | 2023 | 2024 |

### Evolución del uniforme alterno
| 2006 | 2007-2008 | 2009 | 2010 | 2011 | 2012 | 2013 | 2014 | 2015-2016-I |  |

| 2016-II | 2017 | 2018 | 2019 | 2020 | 2021 | 2022 | 2023 | 2024 |

### Evolución del tercer uniforme
| 2021 | 2022 | 2023 | 2024 |

### Uniformes especiales
| Aniversario 25 años |

### Auspiciantes
- Actualizado al 2025.

La camiseta actual lleva la marca de Jasa Evolution, empresa ecuatoriana de confección y Distribución de viaje de accesorios deportivos; con la cual el club mantiene vínculo desde 2023 y el patrocinador principal es la empresa ecuatoriana-española Atún Isabel desde 1999.
Esta será la cronología de las marcas y patrocinadores de la indumentaria del club.
Las siguientes tablas detallan cronológicamente las empresas proveedoras de indumentaria y los patrocinadores que ha tenido el Manta F.C. desde el año 1999 hasta la actualidad:
| Período       | Proveedor       |
| ------------- | --------------- |
| 1999-2001     | Sin Marca       |
| 2002          | Darmacio        |
| 2003          | SPRIC           |
| 2003          | Marathon Sports |
| 2004-2005     | Darmacio        |
| 2006-2008     | Aurik           |
| 2009          | Darmacio        |
| 2010-2015     | Astro           |
| 2016          | Darmacio        |
| 2017          | Axel            |
| 2018          | Valë Sportswear |
| 2019-2022     | Astro           |
| 2024-presente | Jasa Evolution  |

| Período       | Patrocinador |
| ------------- | ------------ |
| 1999-presente | Atún Isabel  |

## Presidentes
- 1998 - 2012: Jaime Estrada Bonilla
- 2013 - 2020: Jaime Estrada Medranda
- 2020 - 2024: José Medranda Bermúdez
- 2025 - : Pedro Cedeño

## Hinchada
Su barra brava es: El "Oleaje Norte" , sin embargo anteriormente existió la Legion Norte (ubicados en la general Norte del Estadio Jocay) y "Los Tiburones" , que se situaban en la Preferencia del Estadio Jocay.

### Oleaje Norte
La Barra Brava oficial del Manta F.C. el Oleaje Norte se funda un domingo 16 de agosto de 2009 justo ese día el Manta F.C. enfrentaría en el estadio Jocay de Manta al Espoli al  que derrotaría por un marcador de 2 a 1, de esa manera debuta como barra brava en la general norte del estadio Jocay de la cual haría su casa y su fortín.
Oleaje Norte está compuesta por adultos y jóvenes que provienen de distintos sectores de la ciudad de Manta que son llevados a las gradas de estadio Jocay por ese sentimiento de pertenencia que los identifica con los colores de la ciudad, además pose la particularidad de tener en sus filas a un grupo de jóvenes que provienen de la vecina ciudad de Montecristi los mismos que se sienten identificados con los colores del Manta F.C. .
Desde el barrio Altamira, pero recoplilando el sentimiento de la afición de todo Manta, la barra Oleaje Norte siempre está presente en la General para alentar el equipo Atunero. 
Naciendo de la fusión de algunas barras antiguas del equipo, Oleaje ya tiene muchas anécdotas e historias que contar, todo por el sentimiento mantense.
“La barra de la Popular” se caracteriza por darle un ambiente de murga al aliento por el Manta F.C., esto acomparsado por la banderas, los trapos y el papel picado característico en cada partido de local en el Estadio Jocay.
Pero su aliento no solo es casa adentro, ya que tienen algunos viajes, algunas ciudades, algunos estadios, donde su voz se ha hecho sentir, aregando a los jugadores.
Como nos relata Milton Macías, uno de los fundadores de la barra, “esto es de sacrificio, y se hace por el amor a los colores del club”. Con el esfuerzo de cada uno de los integrantes, se han sumado varios instrumentos como bombos murgueros, trompetas, tambores, etc., que potencian los cánticos. Además, de tener varios “trapos” con leyendas alusivas al Manta.
“Una vez nos rompieron los vidrios del bus llegando a Guayaquil”, nos cuenta Fabricio Zambrano; “pero poco importó, porque regresamos con la victoria”. Clara muestra que, pese a todo los embates, poco importan por alentar al Manta.
Y este sentimiento no solo queda en las gradas, ya que por iniciativa de los líderes, todos los miembros de Oleaje Norte son socios del Manta Fútbol Club, contribuyendo al crecimiento de la institución, además, realizan siempre actividades para que esta idea societaria se transmita al resto de fanáticos mantenses.
Se puede ganar, se puede perder, lo único seguro es que Oleaje Norte siempre estará, en las buenas y en las malas, partiéndose la voz por alentar al Manta Fútbol Club.

### Legion Norte (el inicio de la pasión)
La primera barra brava organizada del Club, fue la Legión Norte, esta nace en el año 2004 gracias a un grupo de muchachos de una barra que se ubicaba preferencia llamada los Tiburones, estos disidentes no compartían la forma de administrar y manejar la barra, por ello en el mes de abril de dicho año decidieron abrirse paso solos en la general norte, transcurrían los partidos y eran los mismos 4 locos, un día sin planificar, un grupo de hinchas del Barrio San Pedro deciden unirse a este proyecto, ya con más integrantes toman la decisión de formar la barra con el compromiso de alentar, ser independientes y defender los colores. 
La banda acompañó al equipo por varios años durante la Serie B, Esmeraldas, Loja, Chone, Portoviejo Quito, fueron destinos habituales de "La banda del San Pedro", memorables recuerdos existen como por ejemplo el viaje a Chone en un partido del Manteño contra el Grecia F.C. cancha bravísima y con una hinchada hostil, a pesar de ello, ahí estuvo la banda colgando los trapos, prendiendo bengalas y defendiendo los colores.
Con el tiempo, varios de los fundadores fueron tomando distintos rumbos dando paso a una nueva camada que decidió cambiar el nombre, pero la esencia se mantiene, de hecho uno de los trapos insignes de la actual y anterior banda es el: MANTEÑO SOY, símbolo de que las raíces se mantienen intactas, hasta el día de hoy existe una buena relación entre los fundadores del Oleaje y la Legión Norte.

## Estadio

### Estadio Jocay
El Estadio Jocay, de propiedad de la Liga Deportiva Cantonal de Manta, es el estadio donde juega de local el Manta. Fue inaugurado el 14 de enero de 1962 con el nombre de Estadio Modelo de Manta y posee una capacidad de 22.000 personas reglamentariamente. Se encuentra ubicado en la ciudad de Manta, en la Av. 113 y Calle 307.
Como estadio alternativo para los partidos de local se utiliza el Estadio Reales Tamarindos ubicado en la ciudad de Portoviejo, el cual es propiedad de la Federación Deportiva de Manabí y en el que ejerce como local el club Liga de Portoviejo.

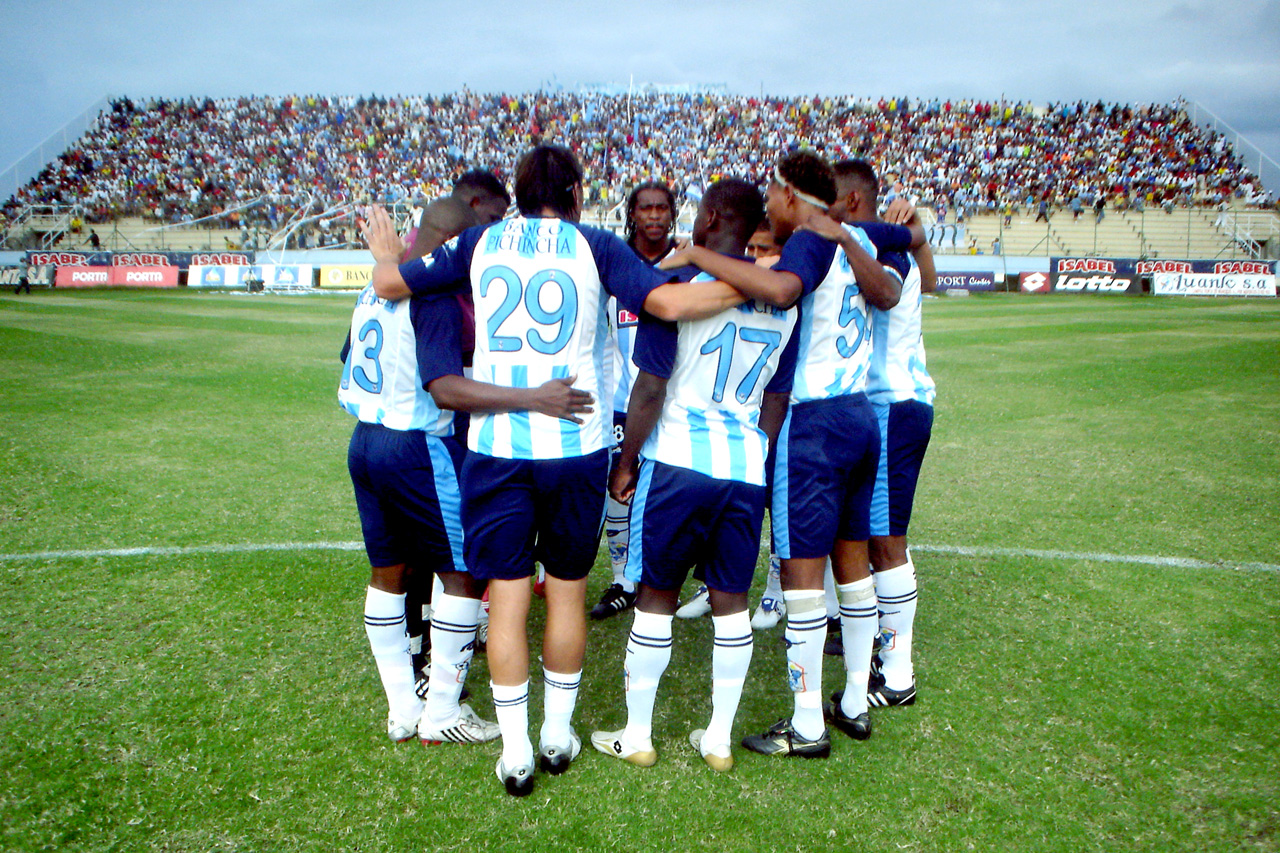
Jugadores del Manta Fútbol Club. Atrás, la general Norte del Estadio Jocay año 2008.

### Centro de Entrenamientos
El Manta Fútbol Club cuenta con su propio centro de entrenamientos situado en la Ciudad de Manta y que lleva por nombre Complejo Deportivo San Juan, el mismo que cuenta con seis canchas reglamentarias de fútbol .El complejo además cuenta con habitaciones para hospedar a 60 personas, comedor, parqueaderos y espacio para la construcción de una cancha sintética de fulbito o una cancha de arena para trabajos físicos diferenciados. Además el complejo cuenta con un gimnasio propio exclusivamente para los jugadores del Manta FC.

## Presidente y jugador
En el 2013 el presidente de club Jaime Estrada Medranda renuncia momentáneamente como presidente del Manta FC ante la FEF, aunque siguió ejerciendo esas funciones, lo hizo para poder ser habilitado como futbolista del equipo. Hizo categorías inferiores en el Manta FC, aunque no había llegado a primera ya que se dedicó a sus estudios y posteriormente a gestiones empresariales. 
Debutó el 9 de marzo de 2013 en la Serie A de Ecuador, entrando al minuto 84 y al primer y único balón que tocó, anotó el 4-0 definitivo sobre El Nacional.
Cuatro días después jugó su segundo y último partido como futbolista antes de volver oficialmente a ser presidente del club, en la derrota 1-0 frente a Emelec, Estrada entró al cambio los últimos segundos del partido.
Como futbolista jugó aproximadamente 7 minutos y anotó un gol. 
Dicho acontecimiento fue eco a nivel mundial por canales deportivos importantes como Fox Sports llegando incluso a sonar un puesto en el libro Guinness de los récords.

## Datos del club
- Puesto histórico: 19.° (18.° según la RSSSF)[2]
- Temporadas en Serie A: 9 (2003, 2009-2014, 2021, 2025).[3]
- Temporadas en Serie B: 15 (2002, 2004-2008, 2015-2020, 2022-2024).[3]
- Temporadas en Segunda Categoría: 3 (1999-2001).
- Mejor puesto en la liga: 1.° (Serie B 2008).
- Peor puesto en la liga: 15.° (2021).
- Mayor goleada a favor en torneos nacionales:
  - 6 - 1 contra Deportivo Quito (10 de agosto de 2003).[4]
- Mayor goleada en contra en torneos nacionales:
  - 6 - 0 contra Liga de Quito (13 de agosto de 2011).[5]
- Máximo goleador histórico: Efren Mera (63 goles anotados en partidos oficiales).
- Máximo goleador en torneos nacionales:
- Primer partido en torneos nacionales:
  - Emelec 2 - 0 Manta (1 de marzo de 2003 en el Estadio George Capwell).[4]

## Jugadores

### Plantilla 2025
- Última actualización: 12 de julio de 2025.

- = Capitán.
- = Lesionado.
- Tarjeta amarilla de ser suspendido por acumulación
- Suspendido la próxima fecha

#### Altas y bajas primer semestre 2025
- Actualizado el 28 de enero de 2025.

| Altas               |                |                         |          |
| Jugador             | Posición       | Procedencia             | Tipo     |
| Mario Valero        | Guardameta     | Imbabura                | Libre    |
| Marcos Acosta       | Defensa        | Monagas                 | Libre    |
| Jeremy Mina         | Defensa        | Gualaceo S. C.          | Libre    |
| Luis Angulo         | Defensa        | Deportivo Santo Domingo | Libre    |
| Maikel Valencia     | Centrocampista | Cumbayá                 | Libre    |
| Danny Cabezas       | Centrocampista | 9 de Octubre            | Libre    |
| Facundo Ospitaleche | Centrocampista | Rampla Juniors          | Libre    |
| Braian Ramírez      | Centrocampista | Sportivo Belgrano       | Libre    |
| Anderson Castillo   | Delantero      | Independiente Juniors   | Libre    |
| Jhojan Riascos      | Delantero      | Liga de Portoviejo      | Libre    |
| Joaquín Salvucci    | Delantero      | Belgrano                | Préstamo |
| Richard Ortiz       | Delantero      | Encarnación             | Libre    |

| Bajas              |                |                       |                 |
| Jugador            | Posición       | Destino               | Tipo            |
| Arián Pucheta      | Defensa        | Leones                | Fin de contrato |
| Cristopher Angulo  | Defensa        | Técnico Universitario | Fin de contrato |
| Jorge Ruperti      | Defensa        | Bandera de ?          | Fin de contrato |
| Jimmy Sion         | Centrocampista | Bandera de ?          | Fin de contrato |
| Roberto Valarezo   | Centrocampista | Bandera de ?          | Fin de contrato |
| Kener Arce         | Centrocampista | Bandera de ?          | Fin de contrato |
| Jamilton Carcelén  | Centrocampista | Independiente Juniors | Fin de contrato |
| Santiago Paiva     | Delantero      | Guabirá               | Fin de contrato |
| Juan Diego Rojas   | Delantero      | Bandera de ?          | Fin de contrato |
| Kevin Valencia     | Delantero      | Bandera de ?          | Fin de contrato |
| Jostin Valencia    | Delantero      | Metropolitanos        | Fin de contrato |
| Cristopher Arteaga | Delantero      | Bandera de ?          | Fin de contrato |
| Jersson Rodríguez  | Delantero      | Bandera de ?          | Fin de contrato |

## Goleadores históricos
- Actualizado el 18 de junio de 2019.

| Máximos Goleadores Históricos del Manta |                      |                      |       |
| N.º                                     | Nombre jugador       | Año                  | Goles |
| 1                                       | Efrén Mera           | 2000-2011, 2013-2014 | 65    |
| 2                                       | Jorge Palacios       | 2009-2018            | 49    |
| 3                                       | Christian Márquez    | 2011-2014            | 34    |
| 4                                       | Narciso Mina         | 2008, 2010           | 26    |
| 5                                       | Luis Espínola        | 2017-2018            | 22    |
| 6                                       | Maximiliano Bevacqua | 2010                 | 22    |
| 7                                       | Luis Miguel Escalada | 2011, 2013           | 19    |
| 8                                       | Daniel Valencia      | 2024                 | 17    |
| 9                                       | Carlos Garcés Acosta | 2011-2013            | 14    |
| 10                                      | César Moreira        | 2006-2007, 2017-2018 | 14    |

## Jugadores destacados
- Christian Márquez
- Efrén Mera
- Narciso Mina
- Jaime Ayoví
- Víctor Chinga
- Miguel Parrales
- Carlos Garcés Acosta
- Francisco Rojas
- Renato Cedeño
- Dennis Corozo
- Alan Sánchez
- Christian Gómez
- Rolando Ramírez
- Luis Miguel Escalada
- Pablo Saucedo
- Cristhian "palmerita" Aleman

## Palmarés

### Torneos nacionales
| Competición                      | Títulos | Subcampeonatos            |
| -------------------------------- | ------- | ------------------------- |
| Serie B de Ecuador (1/4)         | 2008.   | 2002, 2005-A, 2020, 2024. |
| Segunda Categoría de Ecuador (1) | 2001.   |                           |

### Torneos provinciales
| Competición                     | Títulos     | Subcampeonatos |
| ------------------------------- | ----------- | -------------- |
| Segunda Categoría de Manabí (2) | 2000, 2001. |                |

### Torneos amistosos internacionales
| Competición                 | Títulos | Subcampeonatos |
| --------------------------- | ------- | -------------- |
| Noche Crema (Perú) (1):     | 2012.   |                |
| Noche Celeste y Blanco (1): | 2009.   |                |

### Divisiones Menores
| Competición                    | Títulos | Subcampeonatos |
| ------------------------------ | ------- | -------------- |
| Subcampeón Nacional Sub-16 (1) |         | 2010.          |
| Campeón Nacional Sub-16        |         | 2019           |
| Campeón Nacional Sub-18        |         | 2019           |

### Otros Deportes
- Campeón Regional de Béisbol  (1): 2010.